# Geghi
Geghi – wieś w Armenii, w prowincji Sjunik. W 2011 roku liczyła 172 mieszkańców.